# Suiza en los Juegos Olímpicos de Londres 1908
Suiza estuvo representada en los Juegos Olímpicos de Londres 1908 por un deportista que compitió en atletismo.  
El equipo olímpico suizo no obtuvo ninguna medalla en estos Juegos.